# Dreiband-Weltmeisterschaft der Damen 2006
Die Dreiband-Weltmeisterschaft der Damen 2006 war ein Turnier in der Karambolagedisziplin Dreiband und fand vom 20. bis 23. Dezember in Hoensbroek, Niederlande statt.

## Modus
Gespielt wurde in der Vorrunde in vier Gruppen zu je vier Spielerinnen im Round-Robin-Modus auf zwei Gewinnsätze bis 12 Punkte. Die beiden Gruppenersten ziehen in die Endrunde ein, wo im K.-o.-System auf drei Gewinnsätze bis 12 Punkte gespielt wurde. Die Aufnahmen wurden auf 25 begrenzt.

## Teilnehmerinnen
| Titelverteidigerin | Titelverteidigerin    |
| ------------------ | --------------------- |
| 1                  | Orie Hida             |
| Europa (CEB)       |                       |
| 2                  | Therese Klompenhouwer |
| 3                  | Gerrie Geelen         |
| 4                  | Gülşen Degener        |
| 5                  | Tanja Lopez           |
| 6                  | Isabel Romia          |
| 7                  | Natascha Al-Mamar     |
| 8                  | Helga Mitterböck      |

| 9             | Danielle le Bruijn |
| 10            | Irena Michalkova   |
| 11            | Michaela Esser     |
| Wildcard Org. |                    |
| 12            | Karina Jetten      |
| Asien (ACBC)  |                    |
| 13            | Ayako Maehara      |
| 14            | Yuko Nishimoto     |
| 15            | Namiko Mouri       |
| 16            | Park Soon-hyun     |

## Turnierkommentar
Wie schon vor zwei Jahren in Valencia holte sich die Japanerin Orie Hida überlegen den Weltmeistertitel im Dreiband bei den Damen. Im Finale besiegte sie die 25-jährige Lokalmatadorin Therese Klompenhouwer glatt in drei Sätzen mit dem besten Durchschnitt des Turniers von 1,161. Den besten General-Durchschnitt (GD) des Turniers erzielte Hida's Landsfrau Ayako Maehara mit 0,878. Gemeinsam mit der Türkin Gülşen Degener belegte sie den dritten Platz. Mit Michaela Esser startete erstmals eine Deutsche bei einer Dreiband-Weltmeisterschaft. Es reichte in der Endabrechnung aber nur zum 15. und damit vorletzten Platz.

## Gruppenphase
| Abschlusstabelle Gruppe A | Abschlusstabelle Gruppe A | Abschlusstabelle Gruppe A | Abschlusstabelle Gruppe A | Abschlusstabelle Gruppe A | Abschlusstabelle Gruppe A | Abschlusstabelle Gruppe A | Abschlusstabelle Gruppe A | Abschlusstabelle Gruppe A | Abschlusstabelle Gruppe A |
| Platz                     | Name                      | MP                        | SV                        | Pkt.                      | Aufn.                     | GD                        | BED                       | BSD                       | HS                        |
| ------------------------- | ------------------------- | ------------------------- | ------------------------- | ------------------------- | ------------------------- | ------------------------- | ------------------------- | ------------------------- | ------------------------- |
| 1                         | Orie Hida                 | 6                         | 6:1                       | 77                        | 95                        | 0,810                     | 1,000                     | 1,333                     | 7                         |
| 2                         | Helga Mitterböck          | 4                         | 4:3                       | 57                        | 137                       | 0,416                     | 0,600                     | 0,857                     | 4                         |
| 3                         | Yuko Nishimoto            | 2                         | 3:4                       | 70                        | 117                       | 0,598                     | 0,545                     | 0,800                     | 4                         |
| 4                         | Michaela Esser            | 0                         | 1:6                       | 45                        | 152                       | 0,296                     | –                         | 0,440                     | 5                         |

| Abschlusstabelle Gruppe B | Abschlusstabelle Gruppe B | Abschlusstabelle Gruppe B | Abschlusstabelle Gruppe B | Abschlusstabelle Gruppe B | Abschlusstabelle Gruppe B | Abschlusstabelle Gruppe B | Abschlusstabelle Gruppe B | Abschlusstabelle Gruppe B | Abschlusstabelle Gruppe B |
| Platz                     | Name                      | MP                        | SV                        | Pkt.                      | Aufn.                     | GD                        | BED                       | BSD                       | HS                        |
| ------------------------- | ------------------------- | ------------------------- | ------------------------- | ------------------------- | ------------------------- | ------------------------- | ------------------------- | ------------------------- | ------------------------- |
| 1                         | Ayako Maehara             | 4                         | 5:2                       | 79                        | 85                        | 0,929                     | 1,090                     | 1,714                     | 9                         |
| 2                         | Irena Michalkova          | 4                         | 4:2                       | 60                        | 111                       | 0,540                     | 0,657                     | 1,200                     | 5                         |
| 3                         | Gerrie Geelen             | 4                         | 4:4                       | 75                        | 141                       | 0,531                     | 0,823                     | 1,200                     | 5                         |
| 4                         | Tanja Lopez               | 0                         | 1:6                       | 46                        | 115                       | 0,400                     | -                         | 0,571                     | 3                         |

| Abschlusstabelle Gruppe C | Abschlusstabelle Gruppe C | Abschlusstabelle Gruppe C | Abschlusstabelle Gruppe C | Abschlusstabelle Gruppe C | Abschlusstabelle Gruppe C | Abschlusstabelle Gruppe C | Abschlusstabelle Gruppe C | Abschlusstabelle Gruppe C | Abschlusstabelle Gruppe C |
| Platz                     | Name                      | MP                        | SV                        | Pkt.                      | Aufn.                     | GD                        | BED                       | BSD                       | HS                        |
| ------------------------- | ------------------------- | ------------------------- | ------------------------- | ------------------------- | ------------------------- | ------------------------- | ------------------------- | ------------------------- | ------------------------- |
| 1                         | Therese Klompenhouwer     | 6                         | 6:1                       | 83                        | 92                        | 0,902                     | 0,921                     | 1,333                     | 9                         |
| 2                         | Isabel Romia              | 4                         | 4:3                       | 68                        | 133                       | 0,511                     | 0,600                     | 0,631                     | 4                         |
| 3                         | Namiko Mouri              | 2                         | 4:4                       | 80                        | 145                       | 0,551                     | 0,536                     | 0,750                     | 4                         |
| 4                         | Park Soon-hyun            | 0                         | 0:6                       | 38                        | 105                       | 0,361                     | –                         | –                         | 3                         |

| Abschlusstabelle Gruppe D | Abschlusstabelle Gruppe D | Abschlusstabelle Gruppe D | Abschlusstabelle Gruppe D | Abschlusstabelle Gruppe D | Abschlusstabelle Gruppe D | Abschlusstabelle Gruppe D | Abschlusstabelle Gruppe D | Abschlusstabelle Gruppe D | Abschlusstabelle Gruppe D |
| Platz                     | Name                      | MP                        | SV                        | Pkt.                      | Aufn.                     | GD                        | BED                       | BSD                       | HS                        |
| ------------------------- | ------------------------- | ------------------------- | ------------------------- | ------------------------- | ------------------------- | ------------------------- | ------------------------- | ------------------------- | ------------------------- |
| 1                         | Gülşen Degener            | 6                         | 6:2                       | 88                        | 112                       | 0,785                     | 0,918                     | 2,500                     | 8                         |
| 2                         | Danielle le Bruijn        | 4                         | 4:4                       | 74                        | 143                       | 0,513                     | 0,660                     | 0,928                     | 6                         |
| 3                         | Karina Jetten             | 2                         | 4:4                       | 73                        | 146                       | 0,500                     | 0,428                     | 0,600                     | 5                         |
| 4                         | Natascha Al-Mamar         | 0                         | 2:6                       | 56                        | 144                       | 0,388                     | –                         | 1,000                     | 4                         |

## Endrunde
|  | Viertelfinale Spiel auf drei Gewinnsätze | Viertelfinale Spiel auf drei Gewinnsätze | Viertelfinale Spiel auf drei Gewinnsätze | Viertelfinale Spiel auf drei Gewinnsätze | Viertelfinale Spiel auf drei Gewinnsätze | Viertelfinale Spiel auf drei Gewinnsätze |                       |    | Halbfinale Spiel auf drei Gewinnsätze | Halbfinale Spiel auf drei Gewinnsätze | Halbfinale Spiel auf drei Gewinnsätze | Halbfinale Spiel auf drei Gewinnsätze | Halbfinale Spiel auf drei Gewinnsätze | Halbfinale Spiel auf drei Gewinnsätze |    |      | Finale Spiel auf drei Gewinnsätze | Finale Spiel auf drei Gewinnsätze | Finale Spiel auf drei Gewinnsätze | Finale Spiel auf drei Gewinnsätze | Finale Spiel auf drei Gewinnsätze | Finale Spiel auf drei Gewinnsätze |
|  |                                          |                                          |                                          |                                          |                                          |                                          |                       |    |                                       |                                       |                                       |                                       |                                       |                                       |    |      |                                   |                                   |                                   |                                   |                                   |                                   |
|  | 22. Dezember 2006                        | MP                                       | PP                                       | Pkt.                                     | ED                                       | HS                                       |                       |    |                                       |                                       |                                       |                                       |                                       |                                       |    |      |                                   |                                   |                                   |                                   |                                   |                                   |
|  | 22. Dezember 2006                        | MP                                       | PP                                       | Pkt.                                     | ED                                       | HS                                       |                       |    |                                       |                                       |                                       |                                       |                                       |                                       |    |      |                                   |                                   |                                   |                                   |                                   |                                   |
|  | Orie Hida                                | 2                                        | 3                                        | 46                                       | 0,638                                    | 6                                        |                       |    |                                       |                                       |                                       |                                       |                                       |                                       |    |      |                                   |                                   |                                   |                                   |                                   |                                   |
|  | Orie Hida                                | 2                                        | 3                                        | 46                                       | 0,638                                    | 6                                        | 23. Dezember 2006     | MP | PP                                    | Pkt.                                  | ED                                    | HS                                    |                                       |                                       |    |      |                                   |                                   |                                   |                                   |                                   |                                   |
|  | Irena Michalkova                         | 0                                        | 1                                        | 32                                       | 0,450                                    | 3                                        | 23. Dezember 2006     | MP | PP                                    | Pkt.                                  | ED                                    | HS                                    |                                       |                                       |    |      |                                   |                                   |                                   |                                   |                                   |                                   |
|  | Irena Michalkova                         | 0                                        | 1                                        | 32                                       | 0,450                                    | 3                                        | Orie Hida             | 2  | 3                                     | 36                                    | 0,878                                 | 4                                     |                                       |                                       |    |      |                                   |                                   |                                   |                                   |                                   |                                   |
|  | 22. Dezember 2006                        | MP                                       | PP                                       | Pkt.                                     | ED                                       | HS                                       | Orie Hida             | 2  | 3                                     | 36                                    | 0,878                                 | 4                                     |                                       |                                       |    |      |                                   |                                   |                                   |                                   |                                   |                                   |
|  | 22. Dezember 2006                        | MP                                       | PP                                       | Pkt.                                     | ED                                       | HS                                       |                       |    | Ayako Maehara                         | 0                                     | 0                                     | 19                                    | 0,487                                 | 2                                     |    |      |                                   |                                   |                                   |                                   |                                   |                                   |
|  | Ayako Maehara                            | 2                                        | 3                                        | 46                                       | 1,150                                    | 9                                        |                       |    | Ayako Maehara                         | 0                                     | 0                                     | 19                                    | 0,487                                 | 2                                     |    |      |                                   |                                   |                                   |                                   |                                   |                                   |
|  | Ayako Maehara                            | 2                                        | 3                                        | 46                                       | 1,150                                    | 9                                        |                       |    |                                       |                                       |                                       |                                       | 23. Dezember 2006                     | MP                                    | PP | Pkt. | ED                                | HS                                |                                   |                                   |                                   |                                   |
|  | Helga Mitterböck                         | 0                                        | 1                                        | 29                                       | 0,743                                    | 5                                        |                       |    |                                       |                                       |                                       |                                       | 23. Dezember 2006                     | MP                                    | PP | Pkt. | ED                                | HS                                |                                   |                                   |                                   |                                   |
|  | Helga Mitterböck                         | 0                                        | 1                                        | 29                                       | 0,743                                    | 5                                        | Orie Hida             | 2  | 3                                     | 36                                    | 1,161                                 | 8                                     |                                       |                                       |    |      |                                   |                                   |                                   |                                   |                                   |                                   |
|  | 22. Dezember 2006                        | MP                                       | PP                                       | Pkt.                                     | ED                                       | HS                                       | Orie Hida             | 2  | 3                                     | 36                                    | 1,161                                 | 8                                     |                                       |                                       |    |      |                                   |                                   |                                   |                                   |                                   |                                   |
|  | 22. Dezember 2006                        | MP                                       | PP                                       | Pkt.                                     | ED                                       | HS                                       |                       |    | Therese Klompenhouwer                 | 0                                     | 0                                     | 10                                    | 0,344                                 | 2                                     |    |      |                                   |                                   |                                   |                                   |                                   |                                   |
|  | Therese Klompenhouwer                    | 2                                        | 3                                        | 48                                       | 0,607                                    | 4                                        |                       |    | Therese Klompenhouwer                 | 0                                     | 0                                     | 10                                    | 0,344                                 | 2                                     |    |      |                                   |                                   |                                   |                                   |                                   |                                   |
|  | Therese Klompenhouwer                    | 2                                        | 3                                        | 48                                       | 0,607                                    | 4                                        | 23. Dezember 2006     | MP | PP                                    | Pkt.                                  | ED                                    | HS                                    |                                       |                                       |    |      |                                   |                                   |                                   |                                   |                                   |                                   |
|  | Danielle le Bruijn                       | 0                                        | 2                                        | 57                                       | 0,721                                    | 6                                        | 23. Dezember 2006     | MP | PP                                    | Pkt.                                  | ED                                    | HS                                    |                                       |                                       |    |      |                                   |                                   |                                   |                                   |                                   |                                   |
|  | Danielle le Bruijn                       | 0                                        | 2                                        | 57                                       | 0,721                                    | 6                                        | Therese Klompenhouwer | 2  | 3                                     | 42                                    | 0,688                                 | 4                                     |                                       |                                       |    |      |                                   |                                   |                                   |                                   |                                   |                                   |
|  | 22. Dezember 2006                        | MP                                       | PP                                       | Pkt.                                     | ED                                       | HS                                       | Therese Klompenhouwer | 2  | 3                                     | 42                                    | 0,688                                 | 4                                     |                                       |                                       |    |      |                                   |                                   |                                   |                                   |                                   |                                   |
|  | 22. Dezember 2006                        | MP                                       | PP                                       | Pkt.                                     | ED                                       | HS                                       |                       |    | Gülşen Degener                        | 0                                     | 1                                     | 29                                    | 0,483                                 | 5                                     |    |      |                                   |                                   |                                   |                                   |                                   |                                   |
|  | Gülşen Degener                           | 2                                        | 3                                        | 46                                       | 0,464                                    | 4                                        |                       |    | Gülşen Degener                        | 0                                     | 1                                     | 29                                    | 0,483                                 | 5                                     |    |      |                                   |                                   |                                   |                                   |                                   |                                   |
|  | Gülşen Degener                           | 2                                        | 3                                        | 46                                       | 0,464                                    | 4                                        |                       |    |                                       |                                       |                                       |                                       |                                       |                                       |    |      |                                   |                                   |                                   |                                   |                                   |                                   |
|  | Isabel Romia                             | 0                                        | 2                                        | 50                                       | 0,505                                    | 5                                        |                       |    |                                       |                                       |                                       |                                       |                                       |                                       |    |      |                                   |                                   |                                   |                                   |                                   |                                   |
|  | Isabel Romia                             | 0                                        | 2                                        | 50                                       | 0,505                                    | 5                                        |                       |    |                                       |                                       |                                       |                                       |                                       |                                       |    |      |                                   |                                   |                                   |                                   |                                   |                                   |

## Abschlusstabelle
| MP    | Match Points (Sieger = 2; Unentschieden = 1; Verlierer = 0) |
| Pkte. | Erzielte Karambolagen                                       |
| Aufn. | Benötigte Versuche                                          |
| GD    | Generaldurchschnitt                                         |
| BED   | Bester Einzeldurchschnitt eines Spielers                    |
| HS    | Höchstserie                                                 |
|       | Bester GD des Turniers                                      |
|       | Bester ED des Turniers                                      |
|       | Beste HS des Turniers                                       |
|       | 1. Platz (Gold)                                             |
|       | 2. Platz (Silber)                                           |
|       | 3. Platz (Bronze)                                           |

| Endklassement       | Endklassement       | Endklassement         | Endklassement       | Endklassement       | Endklassement | Endklassement | Endklassement | Endklassement | Endklassement | Endklassement |
| Phase               | Platz               | Name                  | MP                  | SV                  | Pkt.          | Aufn.         | GD            | BED           | BSD           | HS            |
| ------------------- | ------------------- | --------------------- | ------------------- | ------------------- | ------------- | ------------- | ------------- | ------------- | ------------- | ------------- |
| Finale              | 1                   | Orie Hida             | 12:0                | 15:2                | 195           | 239           | 0,815         | 1,161         | 4,000         | 8             |
| Finale              | 2                   | Therese Klompenhouwer | 10:2                | 12:7                | 183           | 261           | 0,701         | 0,921         | 1,333         | 9             |
| Halb- finale        | 3                   | Gülşen Degener        | 8:2                 | 10:7                | 163           | 271           | 0,601         | 0,918         | 2,500         | 8             |
| Halb- finale        | 3                   | Ayako Maehara         | 6:4                 | 8:6                 | 144           | 164           | 0,878         | 1,150         | 2,000         | 9             |
| Viertel- finale     | 5                   | Isabel Romia          | 4:4                 | 6:6                 | 118           | 232           | 0,508         | 0,600         | 0,923         | 5             |
| Viertel- finale     | 6                   | Irena Michalkova      | 4:4                 | 5:5                 | 92            | 182           | 0,505         | 0,657         | 1,200         | 5             |
| Viertel- finale     | 7                   | Danielle le Bruijn    | 4:4                 | 6:7                 | 131           | 222           | 0,590         | 0,660         | 1,714         | 6             |
| Viertel- finale     | 8                   | Helga Mitterböck      | 4:4                 | 5:6                 | 86            | 176           | 0,488         | 0,600         | 1,090         | 5             |
| Gruppen- phase      | 9                   | Namiko Mouri          | 2                   | 4:4                 | 80            | 145           | 0,551         | 0,536         | 0,750         | 4             |
| Gruppen- phase      | 10                  | Gerrie Geelen         | 4                   | 4:4                 | 75            | 141           | 0,531         | 0,823         | 1,200         | 5             |
| Gruppen- phase      | 11                  | Karina Jetten         | 2                   | 4:4                 | 73            | 146           | 0,500         | 0,428         | 0,600         | 5             |
| Gruppen- phase      | 12                  | Yuko Nishimoto        | 2                   | 3:4                 | 70            | 117           | 0,598         | 0,545         | 0,800         | 4             |
| Gruppen- phase      | 13                  | Natascha Al-Mamar     | 0                   | 2:6                 | 56            | 144           | 0,388         | –             | 1,000         | 4             |
| Gruppen- phase      | 14                  | Tanja Lopez           | 0                   | 1:6                 | 46            | 115           | 0,400         | –             | 0,571         | 3             |
| Gruppen- phase      | 15                  | Michaela Esser        | 0                   | 1:6                 | 45            | 152           | 0,296         | –             | 0,440         | 5             |
| Gruppen- phase      | 16                  | Park Soon-hyun        | 0                   | 0:6                 | 38            | 105           | 0,361         | –             | –             | 3             |
| Turnierdurchschnitt | Turnierdurchschnitt | Turnierdurchschnitt   | Turnierdurchschnitt | Turnierdurchschnitt | 1595          | 2812          | 0,567         |               |               |               |